# Callopistria ferruginea
Callopistria ferruginea är en fjärilsart som beskrevs av George Francis Hampson 1908. Callopistria ferruginea ingår i släktet Callopistria och familjen nattflyn. Inga underarter finns listade i Catalogue of Life.